# Даудов, Закир Алиевич
Заки́р Али́евич Дау́дов (25 марта 1980, Верхнее Казанище, Дагестанская АССР — 30 декабря 1999, близ села Новые Атаги, Чеченская Республика) — военнослужащий российской армии, Герой Российской Федерации (19 апреля 2000, посмертно). Старший сержант.

## Биография
По национальности кумык. 
Призван в армию в 1998 году Яшалтинским райвоенкоматом Калмыкии, служил в 138-й мотострелковой войсковой части под Выборгом в\ч 02511 (Ленинградский военный округ), дослужился до заместителя командира взвода. В сентябре 1999 года в составе части передислоцирован в Чечню. 
В ночь с 29 на 30 декабря 1999 года в бою под Новыми Атагами Шалинского района республики старший сержант Даудов остался прикрывать отход своей группы солдат. Погиб в этом бою.
19 апреля 2000 года указом Президента Российской Федерации № 698 «за мужество и героизм, проявленные при исполнении воинского долга», старшему сержанту Даудову Закиру Алиевичу присвоено звание Героя Российской Федерации (посмертно).

## Память
- 31 марта 2003 года в средней школе села Верхнее Казанище, где некогда учился Закир, в торжественной обстановке состоялось открытие мемориальной доски, посвящённое памяти Героя России. С этого дня школа носит его имя[2].
- 7 мая 2006 года по многочисленным просьбам местных жителей в родовом селе Героя Верхнее Казанище состоялся торжественный митинг с участием представителей администрации Буйнакского района и общественности по случаю открытия памятника Национальному Герою Дагестана и Калмыкии Закиру Алиевичу Даудову[3].
- В Элисте на Аллее Героев находится барельеф Закира Даудова.